# Sex-shop
Sex-shop este un magazin pentru adulți, care comercializează produse cu tentă erotică, fie acestea jucării erotice, lenjerie intimă provocatoare, lubrifianți, prezervative, filme pentru adulți și multe altele. Toate aceste produse sunt destinate satisfacerii plăcerilor sexuale, atunci când sexul tradițional sau masturbarea tradițională își pierd farmecul și se simte nevoia unui plus de stimulare sau a unui element nou pentru a învigora viața sexuală. 
Accesul în incinta unui sex-shop și la industria sexului, în general, este destinat exclusiv adulților, comercializarea acestor produse de către minori fiind strict interzisă prin lege și se pedepsește în funcție de normele impuse de fiecare stat în parte.  
În majoritatea țărilor, activitatea sex shop-urilor este legală, atâta timp cât se încadrează în standardele impuse de lege, însă în anumite țări, precum cele musulmane, sex-shopurile sunt interzise alături de pornografie sau orice alt element care are legătură cu eroticul. 
Mentalitatea fiecărui popor în parte joacă un rol important în acceptarea sex-shopurilor. În secolul XXI, în care se militează din ce în ce mai mult pentru libertate în gândire și în exprimare, sex-ul a devenit deja un lucru comun, pe care îl întâlnim zilnic și de care suntem înconjurați în permanență, însă mai presus de toate, sex-ul reprezintă un interes general, astfel multe industrii în ziua de azi își bazează activitatea pe ideea că “sex-ul vinde”, promovând o imagine erotică pentru a atrage cât mai mulți clienți.  

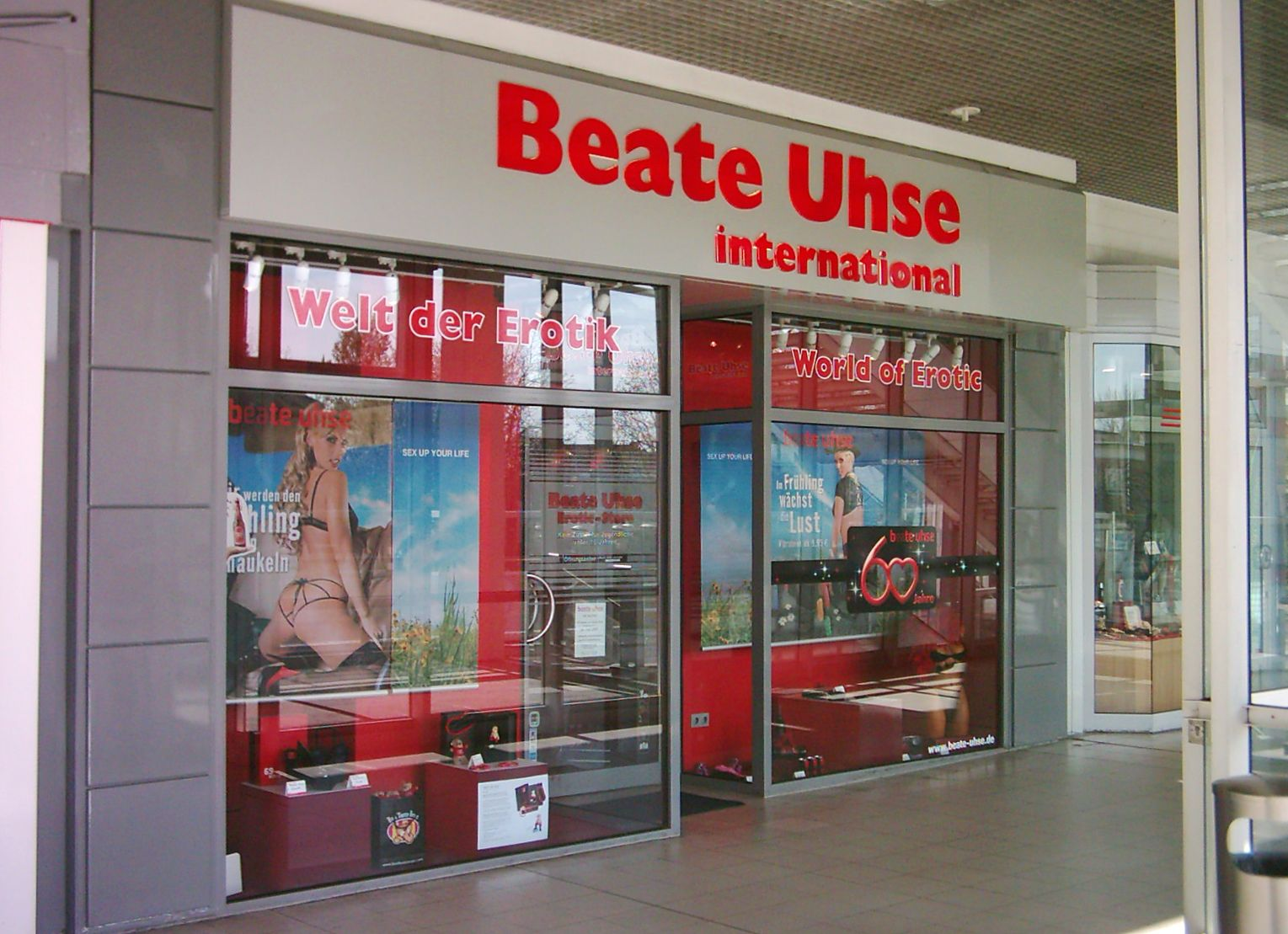
Sex-shop Beate Uhse în Hamburg

Primul sex-shop a fost deschis în R.F.G., la Flensburg, în anul 1962, de Beate Uhse.

## După țară

### România
În România la ora actuală există atât magazine sex-shop în care doar persoanele majore pot intra și cumpăra articole erotice, cât și sex-shopuri care vând prin intermediul internetului (online). Foarte multe magazine stradale sex-shop au obiceiul de a pune autocolante pe geamuri pentru a limita trecătorii să vadă ceea ce se vinde în interior. Legea română nu prevede o astfel de obligativitate iar câteva sex-shopuri printre care și magazinele Erotica din București nu utilizează această metodă. Acestea oferă intimitate clienților lor obturând privirea din afară spre interiorul magazinelor prin amenajarea unor vitrine atractive care să atragă clienții și expunerea unor articole de îmbrăcăminte sexy reprezentative pentru acel sex-shop. Persoana majoră în România este considerată persoana care a împlinit 18 ani. Celor sub 18 ani legea le interzice să intre într-un sex-shop. De asemenea legea română interzice deschiderea unui magazin sex-shop la mai puțin de 200m de școli, grădinițe și lăcașe de cult.

### S.U.A.
În Statele Unite ale Americii, sex-shopurile au fost legalizate aproape în totalitate încă din anii ‘60, activitatea acestora putând fi însă interzisă sau limitată de anumite jurisdicții locale, la nivel zonal. Până la sfârșitul anilor '70, sex-shopurile și produsele comercializare de acestea erau destinate bărbaților și multe dintre acestea aveau cabine special amenajate pentru vizionarea filmelor cu tentă pornografică. Discreția reprezenta un factor foarte important în acest domeniu, de aceea sex-shopurile aveau geamuri ce nu permiteau vederea liberă în interiorul acestora și intrări laterale, pentru ca accesul în magazine să nu fie stradal, fiind astfel discret și departe de priviri curioase. 
Odată cu anii '80 au apărut și primele magazine de acest fel pentru sexul feminin, ce aveau intrări mai primitoare și permiteau un acces stradal. În anii '90 au apărut primele lanțuri de magazine pentru adulți și o dată cu ele și “giganții” industriei, suprafața unor magazine depășind 900 mp.

### Marea Britanie

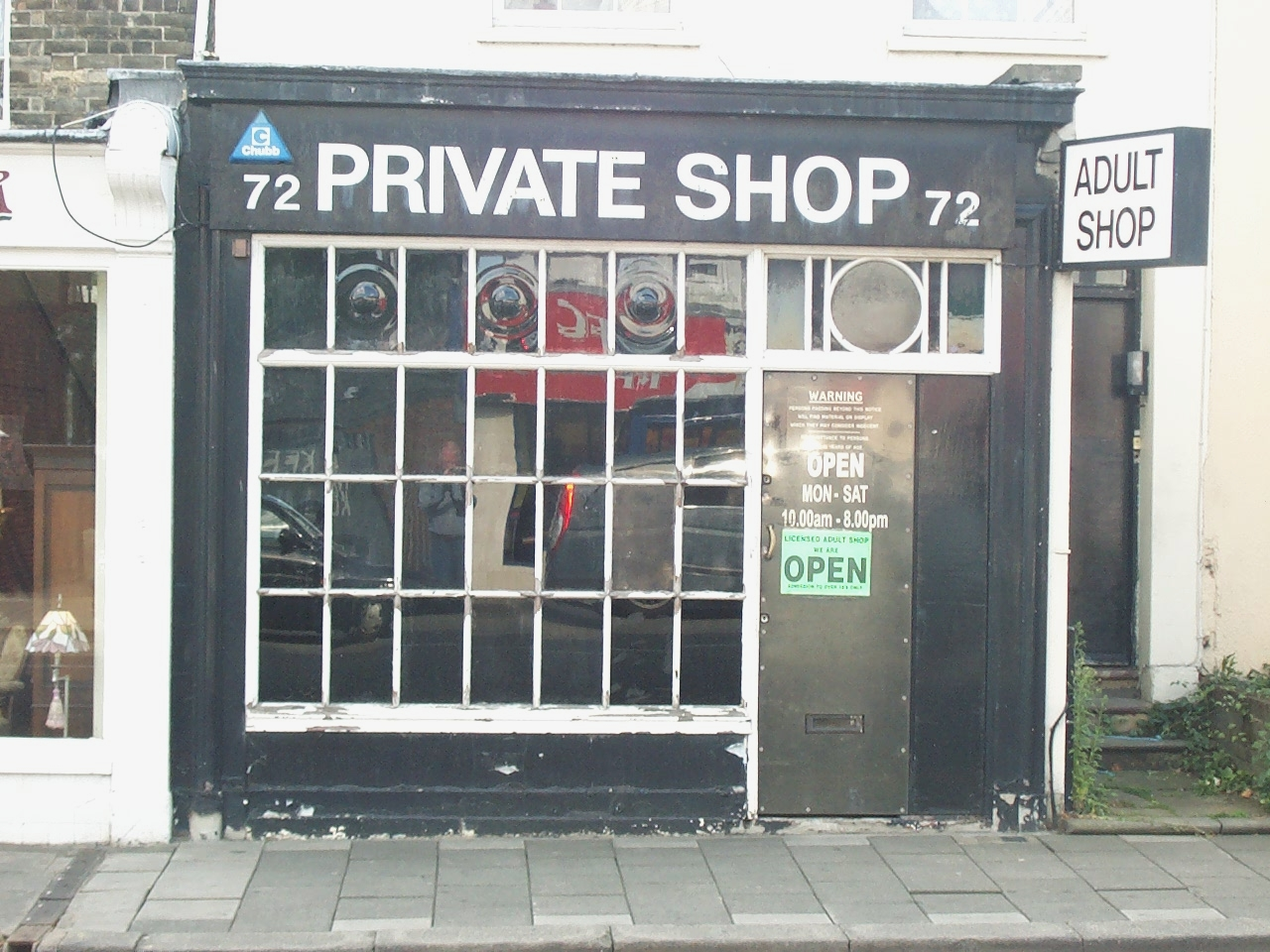
Un sex-shop în Marea Britanie

În Marea Britanie este interzis ca sex-shopurile să aibă vitrine ce permit o vedere directă în interior și este obligatoriu ca la intrare să fie amplasat un semn de avertisment. Este permisă amplasarea în vitrină a materialelor non offensive și a lenjeriei intime. În Irlanda de Nord, activitatea sex-shopurilor a fost interzisă de către consiliul orașului Belfast, însă decizia nu a fost acceptată, iar activitatea acestora a fost curând legalizată.

### Canada
„Stag Shop” a fost primul sex-shop deschis în Canada, la Waterloo, Ontario, în februarie 1972. În acest stat nu există legi care să interzică comercializarea acestor produse către niciun segment de vârstă, însă există interdicții în ceea ce privește pornografia, accesul liber și legal către aceasta fiind posibil doar după vârsta de 18 ani. 
Majoritatea sex-shopurilor din Canada comercializează jucării erotice ecologice, în a căror compoziție nu sunt introduși ftalații, compuși cunoscuți pentru efectele nocive asupra sănătății, ce pot cauza dereglări endocrine, cancer sau disfuncții la nivelul testiculelor. 
De asemenea, actualmente în Canada sunt foarte populare petrecerile cu jucării erotice, similar celor din anii ‘80, ce numără din ce în ce mai mulți participanți. 

### Italia
În anul 1972 se deschide primul sex-shop din Italia, la Milano. Magazinul nu a fost privit cu ochi buni de către conservatori, care au militat pentru interzicerea acestuia și au reușit chiar să-l închidă de câteva ori, cu ajutorul poliției. 

### Singapore
În Singapore există un număr limitat de sex-shopuri, acestea comercializând în special lenjerie sexy și jucării pentru adulți

### Noua Zeelandă
Sex-shopurile din Noua Zeelandă nu s-au putut limita la comercializarea exclusivă de produse erotice, din interiorul acestora putând fi procurate cu ușurință substanțe asemănătoare drogurilor sau părțile dăunătoare organismului uman, precum și marijuana sintetică.

### Australia
În Australia, sex-shopurile și-au început activitatea încă din anii '60. În New South Wales este permisă amplasarea sex-shopurilor doar sub nivelul solului sau la un etaj superior, pentru a nu se afla la vederea directă a trecătorilor. În 2004, la Newtown, Sydney, se deschide primul magazin pentru adulți destinat femeilor, numit „MaXXX Black”.

## Vezi și
- Sex

## Legături externe
- Criza nu atinge industria sexului. Piața jucăriilor sexuale din România are creșteri anuale de peste 10% Arhivat în 2 aprilie 2015, la Wayback Machine.